# Vasikkasaari (ö i Finland, Lappland, Östra Lappland, lat 66,11, long 28,56)
Vasikkasaari är en ö i Finland. Den ligger i sjön Yli-Kitka och i kommunen Posio i den ekonomiska regionen  Östra Lapplands ekonomiska region  och landskapet Lappland, i den nordöstra delen av landet, 700 km norr om huvudstaden Helsingfors. Öns area är 4,3 hektar och dess största längd är 410 meter i öst-västlig riktning.